# Plánice
Plánice (niem. Planitz) − miasto w Czechach, w powiecie Klatovy, kraju pilzneńskim. Leży ok. 40 km na południe od Pilzna.
Pierwsza pisemna wzmianka o miejscowości pochodzi z roku 1352.
Według danych z 1 stycznia 2024, liczba mieszkańców miasta wynosi 1617 osób (926. miejsce w kraju wśród miejscowości; 538. miejsce wśród miast).

## Zabytki
- Ratusz i zamek na placu dr. inż. Fr. Křižíka
- Kościół Narodzenia Najśw. Maryi Panny
- Kościół św. Błażeja
- Kaplica Najśw. Maryi Panny nad źródłem
- Rzeźba św. Jana Nepomucena
- Słup z wyobrażeniem Trójcy Świętej
- Muzeum Křižíka
- Plebania

## Demografia
| Rok             | 1970  | 1980  | 1991  | 2001  | 2003  | 2008  | 2016  | 2024  |
| --------------- | ----- | ----- | ----- | ----- | ----- | ----- | ----- | ----- |
| Liczba ludności | 2 229 | 1 903 | 1 762 | 1 677 | 1 649 | 1 679 | 1 638 | 1 617 |

Źródło: Czeski Urząd Statystyczny